# Arnefrid
Arnefrid ou Warnefrid est brièvement duc des Lombards du duché de Frioul vers 667.

## Biographie
Selon Paul Diacre dans son Histoire des Lombards, Arnefrid est le fils du duc Lupus.
Après la mort de son père, il prétend lui succéder comme duc mais il craint le puissant roi Grimoald, et s'enfuit chez les Slaves à « Carnuntum ».
Il revient et tente de reconquérir le duché de Frioul avec l'aide de ses alliés slaves mais il est surpris et tué par les hommes du Frioul, non loin de Forojulii, près du « château de Nemas ».
C'est Wechtari (probablement son fils) qui lui succède et devient alors duc.